# Women’s Cricket Super League 2018
Die Women’s Cricket Super League 2018 war die dritte Saison der Women’s Cricket Super League der englischen Twenty20-Cricket-Liga für Franchises für Frauen. Die Saison wurde zwischen dem 22. Juli und dem 27. August 2018 ausgetragen. Im Finale konnte sich die Surrey Stars gegen den Loughborough Lightning mit 66 Runs durchsetzen.

## Franchises
An der dritten Super League nahmen sechs Franchises teil.
| Mannschaften           | Heimstadion                                                                |
| ---------------------- | -------------------------------------------------------------------------- |
| Lancashire Thunder     | Old Trafford Cricket Ground, Stanley Park, Aigburth, Trafalgar Road Ground |
| Loughborough Lightning | Haslegrave Ground, Edgbaston Cricket Ground                                |
| Southern Vipers        | Ageas Bowl, Arundel Castle                                                 |
| Surrey Stars           | The Oval, Woodbridge Road                                                  |
| Western Storm          | County Ground, Bristol County Ground, College Ground                       |
| Yorkshire Diamonds     | Headingley Stadium, Clifton Park, North Marine Road Ground                 |

## Format
Die sechs Mannschaften spielten in einer Gruppe jeweils zweimal gegen jedes andere Team. Für einen Sieg gab es zwei Punkte, für ein Unentschieden einen Punkt. Wenn die Run Rate einer Mannschaft um mehr als das 1,25-fache die des Gegners überstieg, wurde ein Bonuspunkt vergeben. Die erstplatzierte Mannschaft qualifizierte sich direkt für das Finale, während der Zweit- und Drittplatzierte zuvor ein Halbfinale bestritten.

## Gruppenphase
Tabelle
| Direkteinzug ins Finale      |
| Qualifiziert fürs Halbfinale |
| ---------------------------- |

| Teams                  | Sp. | S | N | U | R | NR | BP | Punkte | NRR    |
| ---------------------- | --- | - | - | - | - | -- | -- | ------ | ------ |
| Loughborough Lightning | 10  | 7 | 3 | 0 | 0 | 0  | 5  | 33     | +1.361 |
| Western Storm          | 10  | 6 | 3 | 0 | 0 | 1  | 4  | 30     | +0.919 |
| Surrey Stars           | 10  | 5 | 4 | 0 | 0 | 1  | 2  | 24     | −0.404 |
| Lancashire Thunder     | 10  | 5 | 5 | 0 | 0 | 0  | 1  | 21     | −0.825 |
| Yorkshire Diamonds     | 10  | 3 | 6 | 0 | 0 | 1  | 1  | 15     | −0.290 |
| Southern Vipers        | 10  | 2 | 7 | 0 | 0 | 1  | 0  | 10     | −0.490 |

Spiele
| 22. Juli Scorecard | Guildford | Surrey Stars 141-9 (20)               | – | Southern Vipers 145-3 (17) |
|                    |           | Southern Vipers gewinnt mit 7 Wickets |   |                            |

| 22. Juli Scorecard | Southport | Lancashire Thunder 72 (16.5)                 | – | Loughborough Lightning 74-4 (15.1) |
|                    |           | Loughborough Lightning gewinnt mit 6 Wickets |   |                                    |

| 22. Juli Scorecard | Taunton | Yorkshire Diamonds 162-5 (20)       | – | Western Storm 166-3 (15.3) |
|                    |         | Western Storm gewinnt mit 7 Wickets |   |                            |

| 25. Juli Scorecard | Southampton | Southern Vipers 105 (19.3)                   | – | Loughborough Lightning 109-4 (18.5) |
|                    |             | Loughborough Lightning gewinnt mit 6 Wickets |   |                                     |

| 26. Juli Scorecard | Cheltenham | Western Storm 132-9 (20)           | – | Surrey Stars 136-3 (15.5) |
|                    |            | Surrey Stars gewinnt mit 7 Wickets |   |                           |

| 27. Juli Scorecard | Leeds | Lancashire Thunder 134-4 (20)          | – | Yorkshire Diamonds 101 (18.2) |
|                    |       | Lancashire Thunder gewinnt mit 33 Runs |   |                               |

| 29. Juli Scorecard | Taunton | Western Storm 85-2 (6)            | – | Loughborough Lightning 67-0 (6) |
|                    |         | Western Storm gewinnt mit 18 Runs |   |                                 |

| 29. Juli Scorecard | Guildford | Surrey Stars | – | Yorkshire Diamonds |
|                    |           | Abgesagt     |   |                    |

| 29. Juli Scorecard | Liverpool | Lancashire Thunder 137-6 (20)         | – | Southern Vipers 133-9 (20) |
|                    |           | Lancashire Thunder gewinnt mit 4 Runs |   |                            |

| 31. Juli Scorecard | Arundel | Southern Vipers 91 (18.1)           | – | Western Storm 93-1 (9.3) |
|                    |         | Western Storm gewinnt mit 9 Wickets |   |                          |

| 31. Juli Scorecard | London | Surrey Stars 148-5 (20)                  | – | Lancashire Thunder 151-5 (19.5) |
|                    |        | Lancashire Thunder gewinnt mit 5 Wickets |   |                                 |

| 31. Juli Scorecard | Loughborough | Loughborough Lightning 143-6 (20)          | – | Yorkshire Diamonds 102-9 (20) |
|                    |              | Loughborough Lightning gewinnt mit 41 Runs |   |                               |

| 2. August Scorecard | Loughborough | Surrey Stars 95 (18)                         | – | Loughborough Lightning 96-1 (10) |
|                     |              | Loughborough Lightning gewinnt mit 9 Wickets |   |                                  |

| 2. August Scorecard | York | Yorkshire Diamonds 175-5 (20)          | – | Southern Vipers 163-9 (20) |
|                     |      | Yorkshire Diamonds gewinnt mit 12 Runs |   |                            |

| 3. August Scorecard | Manchester | Lancashire Thunder 153-7 (20)       | – | Western Storm 154-3 (18.2) |
|                     |            | Western Storm gewinnt mit 7 Wickets |   |                            |

| 4. August Scorecard | Loughborough | Southern Vipers 172-6 (20)                   | – | Loughborough Lightning 174-7 (19.4) |
|                     |              | Loughborough Lightning gewinnt mit 3 Wickets |   |                                     |

| 5. August Scorecard | Scarborough | Yorkshire Diamonds 172-5 (20)       | – | Western Storm 174-3 (19.2) |
|                     |             | Western Storm gewinnt mit 7 Wickets |   |                            |

| 7. August Scorecard | Manchester | Surrey Stars 167-8 (20)          | – | Lancashire Thunder 112 (19.2) |
|                     |            | Surrey Stars gewinnt mit 55 Runs |   |                               |

| 8. August Scorecard | Southampton | Southern Vipers 159-7 (20)          | – | Yorkshire Diamonds 143 (19.5) |
|                     |             | Southern Vipers gewinnt mit 16 Runs |   |                               |

| 9. August Scorecard | Guildford | Loughborough Lightning 100-7 (13)  | – | Surrey Stars 106-3 (11.2) |
|                     |           | Surrey Stars gewinnt mit 7 Wickets |   |                           |

| 9. August Scorecard | Taunton | Western Storm 185-4 (20)          | – | Lancashire Thunder 109 (18.2) |
|                     |         | Western Storm gewinnt mit 76 Runs |   |                               |

| 11. August Scorecard | Loughborough | 136-7 (20)                                   | – | 137-1 (14.3) |
|                      |              | Loughborough Lightning gewinnt mit 9 Wickets |   |              |

| 11. August Scorecard | Bristol | Southern Vipers 62-2 (8.5) | – | Western Storm |
|                      |         | No Result                  |   |               |

| 12. August Scorecard | York | Surrey Stars 66 (16.4)                   | – | Yorkshire Diamonds 67-1 (9.3) |
|                      |      | Yorkshire Diamonds gewinnt mit 9 Wickets |   |                               |

| 14. August Scorecard | Brighton | Southern Vipers 147-9 (20)         | – | Surrey Stars 148-6 (19.3) |
|                      |          | Surrey Stars gewinnt mit 4 Wickets |   |                           |

| 14. August Scorecard | Blackpool | Lancashire Thunder 154-9 (20)         | – | Yorkshire Diamonds 145-8 (20) |
|                      |           | Lancashire Thunder gewinnt mit 9 Runs |   |                               |

| 15. August Scorecard | Birmingham | Western Storm 124-6 (20)                     | – | Loughborough Lightning 125-1 (12.3) |
|                      |            | Loughborough Lightning gewinnt mit 9 Wickets |   |                                     |

| 18. August Scorecard | Southampton | Lancashire Thunder 162-3 (20)         | – | Southern Vipers 153 (19.4) |
|                      |             | Lancashire Thunder gewinnt mit 9 Runs |   |                            |

| 18. August Scorecard | Leeds | Yorkshire Diamonds 148-6 (20)         | – | Loughborough Lightning 145-6 (20) |
|                      |       | Yorkshire Diamonds gewinnt mit 3 Runs |   |                                   |

| 18. August Scorecard | London | Western Storm 158-5 (20)           | – | Surrey Stars 160-5 (19.4) |
|                      |        | Surrey Stars gewinnt mit 5 Wickets |   |                           |

## Play-offs

### Halbfinale
| 27. August Scorecard | Hove | Surrey Stars 162-5 (20)         | – | Western Storm 153-6 (20) |
|                      |      | Surrey Stars gewinnt mit 9 Runs |   |                          |

### Finale
| 27. August Scorecard | Hove | Surrey Stars 183-6 (20)          | – | Loughborough Lightning 117 (18.3) |
|                      |      | Surrye Stars gewinnt mit 66 Runs |   |                                   |

## Statistiken
Die folgenden Cricketstatistiken wurden während der Saison erzielt.
| Twenty20          | Twenty20               | Twenty20 | Twenty20 | Twenty20 | Twenty20 | Twenty20 | Twenty20 | Twenty20 |
| Batting           | Batting                | Batting  | Batting  | Batting  | Batting  | Batting  | Batting  | Batting  |
| Spieler           | Mannschaft             | Spiele   | Innings  | Runs     | Average  | HS       | 100s     | 50s      |
| ----------------- | ---------------------- | -------- | -------- | -------- | -------- | -------- | -------- | -------- |
| Smriti Mandhana   | Western Storm          | 10       | 9        | 421      | 60,14    | 102      | 1        | 2        |
| Heather Knight    | Western Storm          | 11       | 10       | 368      | 46,00    | 97       | 0        | 3        |
| Natalie Sciver    | Surrey Stars           | 11       | 11       | 362      | 45,25    | 95*      | 0        | 2        |
| Lizelle Lee       | Surrey Stars           | 11       | 11       | 352      | 32,00    | 104      | 1        | 1        |
| Rachael Haynes    | Loughborough Lightning | 11       | 10       | 324      | 46,28    | 66*      | 0        | 3        |
| Bowling           |                        |          |          |          |          |          |          |          |
| Spieler           | Mannschaft             | Spiele   | Balls    | Wickets  | Average  | BBI      | 5W       | 10W      |
| Kirstie Gordon    | Loughborough Lightning | 11       | 210      | 17       | 12,47    | 3/13     | 0        | 0        |
| Sophie Devine     | Loughborough Lightning | 11       | 215      | 16       | 16,18    | 3/15     | 0        | 0        |
| Sophie Ecclestone | Lancashire Thunder     | 10       | 216      | 15       | 15,40    | 4/20     | 0        | 0        |
| Jenny Gunn        | Loughborough Lightning | 11       | 198      | 14       | 16,14    | 3/10     | 0        | 0        |
| Dane van Niekerk  | Surrey Stars           | 9        | 173      | 13       | 14,76    | 3/20     | 0        | 0        |